# رودني هاو
رودني هاو (بالإنجليزية: Rodney Howe)‏ هو لاعب دوري الرغبي أسترالي، ولد في 31 يناير 1973 في نيوكاسل في أستراليا.

## روابط خارجية
- رودني هاو على موقع ItsRugby.co.uk (الإنجليزية)